# Persistent Uniform Resource Locator
Persistent Uniform Resource Locator（日: 恒久統一資源位置指定子、PURL）とは、Web上の資源を参照する永続的な位置指定子を提供し、統一資源位置指定子の一貫性を保障する仕組みである。

## 来歴
- 2007年7月12日：Online Computer Library CenterがPURLサービスをオープンソース化した[2]。
- 2016年9月27日：Internet Archiveが運用を代った[3]。

## 例
PURLの「公式サイト」の位置指定子は「purl.org」であるが、2019年8月現在、この位置を参照するとarchive.org/services/purlに転送される。

## PURL種別
各PURLには行き先及び次に示すステータスコード（PURLでは「PURL種別」と称している）がある。
| PURL種別 | 意味                                       | HTTPでの意味     |
| -------- | ------------------------------------------ | ---------------- |
| 301      | 対象URLに恒久的に移動した                  | 恒久的に移動した |
| 302      | 対象URLへの単純な転送                      | 発見した         |
| 303      | 他のURLを参照せよ（意味的Webに用いられる） | 他を参照せよ     |
| 307      | 対象URLへの一時的な転送                    | 一時的転送       |
| 404      | 一時的に消滅した                           | 未検出           |
| 410      | 恒久的に消滅した                           | 消滅した         |